# TIE пресретач
 пресретач је измишљена свемирска летелица која се јавља у Звезданим ратовима. Представља побољшану верзију TIE ловца Галактичке Империје. Главна намена му је постизање свемирске премоћи. Овај изузетно брз пресретач кратког домета уведен је у оперативну употребу након Битке за Јавин, док је своје прво ватрено крштење доживео у Бици за Ендор.

## Погон
Ознака TIE (twin ion engine) означава летелицу која је опремљена са два јонска мотора. Јонски мотори раде на принципу генерисања снопа наелектрисаних честица које великом релативном брзином избијају кроз две млазнице на задњем делу брода. Велико убрзање и усмеравање наелектрисаних честица постиже се уз помоћ јаког електромагнетног поља. Усмериве млазнице омогућавају овоме пресретачу изванредну маневарску способност.
Два јонска мотора омогућавају TIE пресретачима изузетно убрзање. Они су заправо бржи од бродова сличне класе који се налазе у наоружању снага Нове Републике, укључујући и Миленијумског Сокола). Због изузетне брзине и наглих промена смера, ови пресретачи су опремљени тзв. инерцијалним пригушивачима како би се заштитили летачки инструменти и пилот. Пригушивачи инерције функционишу тако што стварају вештачку силу гравитације која делује у супротном смеру од силе која је проузрокована наглим убрзањем или променом правца. Међутим, многи империјални пилоти донекле смањују дејство ових пригушивача како би стекли физички осећај о кретању брода, што им олакшава управљање.
Основна верзија TIE пресретача нема хипер-погон, што не представља ограничавајући фактор зато што Империја поседује велики број свемирских разарача способних за скок у хипер-свемир који у саставу својих ловачких снага носе ове пресретаче.

## Конструкција
С озбиром да се ради о броду који оперише у вакууму, велики панели са обе стране комадног модула не представљају крила. У питању су топлотне плоче или радијатори чији основни задатак је да зраче вишак топлотне енергије који производи изузетно јак реактор монтиран на овај брод. Вишак енергије ствара се због изузетно уских отвора млазница овог пресретача. Црне решеткасте површине на топлотним плочама нарочито су ефикасне у израчивању вишка топлотне енергије.
Неки непотврђени извори сматрају да крила TIE пресретача, поред основне, имају и функцију соларних колектора. Детаљном анализом оваквих тврдњи установљено је да су оне неосноване. Тамне површине на крилима пресретача ни издалека нису довољне да прикупе потребне количине енергије. Такође, поставља се питање функционисања ових пресретача у удаљеним областима свемира у којима нема већих звезда. У најгорем случају соларни панели могу прикупити довољно енергије за рад инструмената у пилотској кабини као и за хладни старт фузионог реактора.
Командни модул код TIE пресретача је као и код свих летелица овог типа, сферичног облика. У њему се налази кабина за једног пилота који има одличну прегледност кроз велики осмоугаони прозор на предњој страни модула док је прегледност горње полусфере омогућена кроз читав низ правоугаоних прозора на крову кабине. Побољшану прегледност код овог пресретача омогућавају и два велика зареза на крилима који се налазе у висини пилотске кабине и који се од шпица крила протежу све до споја са кабином. У командном модулу смештен је и реактор мада његова тачна локација није позната.
 пресретачи немају стајни трап. У бродовима носачима висе са покретних трака одакле се и лансирају док се приликом враћања на матични брод њима рукује уз помоћ вучног зрака.
Побољшање варијанте обухватају верзију пресретача способну за скок у хипер-свемир (могуће је да се ради о посебној класи, а не о унапређењу постојеће) које је први пут употребио Адмирал Тригит из састава снага ратног господара Зиња. Када се велики адмирал Трон вратио из Непознатих пространстава како би се супротставио Новој Републици, наредио је развој верзије овог пресретача опремљене заштитним пољем.

## Наоружање
пресретач има бројне подвесне тачке за ласерске топове. Основни модел наоружан је са четири ласерска топа на шпицастим врховима крила. Модел пресретача који је развијен након Битке за Ендор опремљен је са пар идентичних ласерских топова на носачима одмах испод предњег прозора командног модула и са још по два ласерска топа на средини сваког крила у близини сензора за нишањење што укупно чини 10 ласерских топова. Поред ласерских топова постоји могућност ношења и друге врсте наоружања као што су јонски топови али је њихов спољашњи изглед у основи идентичан ласерским топовима због чега се њихово присуство на први поглед не може утврдити.
Није познато да ли је овакво повећање наоружања имало некакав утицај на укупне перформансе пресретача. Претпоставља се да је велики број ласерских топова донекле повећао потрошњу енергије што је имало минималан утицај на аутономију овог пресретача.
Зраци испаљени из ласерских топова овог пресретача су зелене боје. Изгледа да се ласер зелене боје налази једино у употреби свемирских бродова и аритљерије Империје. Физички значај овога није познат.

## Употреба
пресретачи су први пут употребљени у Бици за Ендор, мада неки извори наводе да је мањи број ових бродова употребљен још током Битке за Јавин. До увођења у оперативну употребу друге Звезде смрти TIE пресретачи су у све већем броју увођени у наоружање ескадрила стационираних на звезданим разарачима класе Император. У овом периоду у саставу TIE ескадриле на сваком звезданом разарачу ове класе налазило се 12 пресретача. Већи империјални бродови, као што је командни брод класе Егзекутор највероватније имају и до 24 летелице овог типа у саставу својих ловачких снага, мада се верује да се у саставу елитних ловачки ескадрила ових бродова налазе и најновији типови TIE пресретача Авенџер и Дифендер.